# Kozly (hradiště)
Kozly jsou hradiště jižně od stejnojmenné vesnice u Tišic v okrese Mělník. Nachází se na levém břehu řeky Labe. Jeho pozůstatky jsou chráněny jako jako kulturní památka. 

## Historie
Podle povrchových nálezů keramiky byl prostor hradiště osídlen v době halštatské a v raném středověku, ale určit dobu vzniku hradiště dosud nebylo bez archeologického výzkumu možné.

## Stavební podoba
Hradiště původně stávalo na pravém břehu řeky, která byla do stávajícího koryta svedena při úpravách v devatenáctém století. Stálo na nízké terase v prostoru obklopeném ze tří stran širokým meandrem. Přístupná strana byla pouze na východě, kudy přes mokřiny pravděpodobně vedla haťová cesta. Opevněný areál byl asi 200 metrů dlouhý a jeho šířka se pohybovala od šedesáti do osmdesáti metrů. Podobu opevnění neznáme, ale nejspíše obklopovalo celý obvod hradiště a dochovaly se z něj pozůstatky příkopu na západě a severozápadě. Z hradby zůstala jen terénní vlna. Podle zprávy z konce devatenáctého století byly v jejích místech nalezeny opukové kameny, uhlíky a do červena přepálená hlína.